# Dahui Zonggao
Dahui Zonggao [Ta-hui Tsung-kao], prvotno imenovan Tsung-kao, zen budist, menih, učitelj, *1089, Hsuan Ch' eng, provinca Anwhei, † 10. avgust 1163, samostan Ching-shan, Lin-an (danes mestno okrožje mesta Hangzhou).

## Življenje

### Zgodnje življenje
Dahui Zonggao je bil rojen v družini Hsi. Pri šestnajstih letih se je odpravil od doma in pri sedemnajstih postal budistični menih. Dahui  je potoval in se učil od različnih ljudi, med drugim je bil učenec na šoli Caodong. Tam je raziskal vse zapise o Petih hišah Čan (Zen), pri čemer so ga še posebej pritegnile modrosti ustanovitelja ene izmed Petih hiš Čan, Yunmena Wenyana. Prav tako je zbral je nasvete starejših mojstrov, ki jih je navedel in komentiral Xuedou Chongxian. Ti so postali osnova v zbirki koanov in sicer v Zenovski verski knjigi Modra pečina, ki je budistično sveto pismo.

### Nauk pod Zhanom Tangzhunom
Zaradi nezadovoljstva s svojim znanjem se je pri enaindvajsetih letih odpravil v mesto Nanchang v provinci Jiangxi. Tam blizu se je izobraževal skupaj z Zhanom Tangzhunom, mojstrom ene izmed vej šole Lindži (Linji), imenovane Huang-lung. Kljub temu da je Dahui dobro razumel vse o veri Čan, še ni doživel razsvetljenja. Njegove intelektualne vrline in potencial je opazil tudi Zhan Tanghzun, ki ga je vzel za svojega pomočnika. Zhan je Dahuiju povedal, da prebujenja še ni doživel. Zhan mu je dejal: »Kako boš lahko na ta način kadarkoli ukrotil življenje in smrt?«. Dahui je pozneje doživel preboj in sprejel izkušnjo razsvetljenja kot osrednjo v njegovem učenju.

### Nauk pod Yunawom Keqinom
Ko je njegov učitelj Tanghzun zbolel, ga je Dahui vprašal pri kom naj nadaljuje svoje učenje. Tanghzun ga je napotil k mojstru po imenu Ch'in (Yuanwu Keqin). Na poti do samostana T'ien Ning je Dahui prisegel, da bo delal z mojstrom Ch'inom devet let in če do takrat ne bi dosegel razsvetljenja, bo prenehal in svoje življenje posvetil pisanju razprav in verskih knjig.
Po dolgem učenju pri svojem učitelju je dosegel razsvetljenje ter bil imenovan za Dharma naslednika v tradiciji Lindži. Yuanwu je Dahuiju dodelil učiteljske naloge in Dahuijeva slava se je razširila naokoli. Lu Shun, visoki vladni uradnik je Dahuiju podelil vijolično obleko in naziv »Fo-jih« ali »sonce budizma«. Še istega leta (1126) so muslimanski Nu-chen Tatari zavzeli cesarstvo Hui-Tsunga (1082-1135).
Dahui se je odpravil na jug in poučeval menihe in laike. Takrat je tudi začel kritizirati »krivoverski Ch'an tihega razsvetljenja« šole Caodong, s čimer je nadaljeval do konca svojega življenja. Postal je zelo priljubljen med izobraženci in menihi Čan. Leta 1137 pri svojih devetinštiridesetih letih ga je premier Chang Chun, Dahuijev nekdanji učenec, imenoval za opata samostana Ching-shan v prestolnici južnega Songa Lin-an. V nekaj letih je njegova sangha dosegla 2000 članov. Med njegovimi privrženci je bilo veliko visokih uradnikov. Dahui Zonggao je tako postal priznani voditelj Budizma v južni dinastiji Song.

## Nauk Dahui Zonggaoja

### Temeljna izhodišča Dahuijevega nauka
Bistvo Dahuijevega nauka in učenja sloni na njegovi globoki izkušnji razsvetljenja skozi katerega je razrešil vprašanje življenja in smrti. 
Znan je bil kot zagovornik uporabe koanov, kot metode za doseganje razsvetljenja in bil kritik prakse “tihega razsvetljenja”. Velik pomen je namenjal  vlogi “dvoma”, kot predpogoju za razsvetljenje. Po njegovem nauku je potrebno podvomiti v vse. To zahteva pogum in odločnost posameznika.

### Pouk pri mojstru Yuanwu Keqinu
Dahui je bil učenec znanega učitelja Yuanwuja in predstavljal dvanajsto generacijo Lindži linijo Čan budizma. Mojster Yuanwu  je naročil Dahuiju naj se poglablja v koan, ki se je glasil: "Vzhodna gora hodi po vodi". Dahui se je vanj poglabljal in ga poskušal dojeti dan in noč ter podal 49 odgovorov na koan, vendar je njegov učitelj vse odgovore zavrnil. 13. maja 1125 se je pri Dahuiju zgodil prvi duhovni preboj. Bil je pri mojstru, ki mu povedal zgodbo, ki ga je razsvetlila: "Nekoč je menih vprašal mojstra Yun-mena od kod prihajajo vsi Bude? Mojster Yun-men mu  je odgovoril. 'Vzhodna gora hodi nad vodo', Toda jaz (mojster Yuanwu) bi dal drugačen odgovor na  vprašanje 'Od kod prihajajo vsi Bude?' Rekel bi: 'Ko dišeči vetrič prihaja z juga, se v paviljonu palače pojavi rahel hlad.' “
Ko je Dahui to slišal, je doživel razsvetljenje. Kar naenkrat ni bilo več “prej in potem”. Čas se je ustavil. Nehal je čutiti kakršno koli motnjo v svojem umu in ostal v stanju popolne umirjenosti.
Kljub globokemu uvidu,  njegov učitelj Yuanwu to ni priznal kot popolno razsvetljenje in mu dejal, da je na žalost samo umrl, ni pa še ponovno rojen. Pojasnil je, da premalo dvomi v besede in dejal: "Ko izpustiš svoj oprijem nad prepadom, postaneš gospodar svoje usode. Moraš umreti, da lahko ponovno oživiš”.
Učitelj Yuanwu je dal Dahuiju  še en koan: "Biti in ne biti - to je kot glicinija, ki se naslanja na drevo", na katerem je moral delati in po šestih mesecih je Dahui končno dosegel razsvetljenje.

### Koan kot pot do razsvetljenja
Dahui je bil močan kritik tako imenovanega "tihega razsvetljenja". Kot najboljši način za dosego razsvetljenja je smatral uporabo koanov kot pripomočka za meditacijo. Koani so kratke zgodbe, dialogi, vprašanja ali izjave, ki se uporabljajo v zenovski praksi za izzivanje “velikega dvoma”.
Čeprav je bilo v njegovem času na voljo na stotine koanov, jih je Dahui uporabil le nekaj. Verjel je, da je vztrajna in odločna poglobljenost v enega ali dva koana dovolj za dosego razsvetljenja. To razkriva, kako velik pomen je dajal moči koanom (gonganom). Dahui je trdil, da inteligentnost posameznika ni pogoj za razsvetljenje, temveč je menil, da je osvoboditev v obliki razsvetljenja na voljo čisto vsem.

### Pomen “velikega dvoma”
Poudarjal je pomen dvoma, ki je ključen koncept v Dahuijevem učenju. Svoje učence je spodbujal naj dvomijo v beside in lasten obstoj. Rekel je: »Znotraj velikega dvoma temelji veliko razsvetljenje.«
Za Dahuija so bili koani edina pot do razsvetljenja. Vanje se je potrebno poglabljati, vendar ne na način, da bi jih  intelektualizirati. Prav strah pred površnostjo in intelektualizacijo starih koanov ga je pripeljal do tega, da je uničil vse zapise lastnega učitelja. Zažgal je vse izvode in lesene kocke za tiskanje, s čimer je čaščeno besedilo izločil iz obtoka za naslednji dve stoletji.

### Kritik prakse “tihega razsveljenja”
Dahui Zonggao je ostro kritiziral prakso sedeče meditacije, ki naj bi vodila v tiho razsvetljenje. Tovrstne meditacijske prakse je označil za “heretične” in porogljivo dejal: »Po obroku hrane samo sedijo v votlini na gori in to prakso imenujejo “tiho razsvetljenje”. Tam sedijo, dokler se jim na zadnjici ne pojavijo otiščanci in se še vedno ne upajo premakniti.« Po njegovem mnenju ta vrsta meditacije vodi v zaspanost, praznino in intelektualizacijo  budizma, ne pa v razsvetljenje. Menil je, da se učitelji, ki so poučevali metodo meditacije, »sami nikoli niso prebudili oziroma razsvetlili«.

### Izgnanstvo in vrnitev
Kljub temu, da je Dahui slovel daleč naokrog, ga je čakala težka preizkušnja. Zaradi povezave z visokim uradnikom, ki je padel v nemilost predsednika vlade, so mu odvzeli vse cesarske časti in ga poslali v izgnanstvo. Pri dvainšestdesetih letih so ga premestili v kraj, kjer je razsajala kuga. Kar 50 Dahuijevih menihov je tam umrlo zaradi te bolezni. V tem težkem času je Dahui nadaljeval s poučevanjem v tradiciji Lindži budizma Čan, pri čemer je pritegnil tako plemiče kot navadne ljudi. Leta 1155 je bil Dahui pomiloščen in smel se je vrniti v svoj nekdanji samostan, kjer je pet let kasneje umrl.  Napisal je zadnji verz za svoje učence, rekoč: " Brez verza ne bi mogel umreti."

## Dela
Zelo poznana so Dahuijeva pisma. Ta razkrivajo, da je bil zelo sočuten učitelj, ki je verjel, da je razsvetljenje, ki ga je obljubil Buda, na voljo vsem ljudem.
Dahuiju je mogoče pripisati samo eno delo in sicer zbirko koanov z naslovom Zhengfa Yanzang.